# 青山弘之
青山 弘之（あおやま ひろゆき、1968年3月26日 - ）は、日本のアラブ地域研究者・政治学者。東京外国語大学大学院総合国際学研究院（国際社会部門・地域研究系）教授、元日本中東学会特任理事（日本中東学会年報編集委員長）。専門は、東アラブ（シリア、レバノン）政治。アラブ民族主義思想。東京都出身。

## 略歴
- 1986年　東京都立小平高等学校卒業
- 1991年　東京外国語大学外国語学部アラビア語学科卒業
- 1993年　一橋大学大学院社会学研究科修士課程修了
- 1995年　在エジプト国際言語専門学校ヘリオポリス校修了
- 1996年6月　パリ大学付属フランス・アラブ研究所（Institut Français du Proche-Orient、在シリア・ダマスカス）研究アラビア語修得課程修了、同研究員就任
- 1998年　一橋大学大学院社会学研究科博士後期課程単位取得退学、一橋大学経済学部非常勤講師
- 1997年10月 - 2008年3月　日本貿易振興機構アジア経済研究所に在職
- 1999年2月 - 2001年2月　パリ大学付属フランス・アラブ研究所共同研究員
- 2002年 - 2007年　東京外国語大学外国語学部非常勤講師
- 2004年 - 2006年　早稲田大学人間科学部非常勤講師
- 2007年4月 - 2013年3月　京都大学地域研究統合情報センター共同研究員
- 2008年10月 - 2009年3月　東京外国語大学外国語学部 准教授
- 2009年4月 - 2013年4月　東京外国語大学総合国際学研究院 准教授（大学院重点化による所属変更）、日本中東学会特任理事
- 2013年4月 - 同 教授[2]

## 著書

### 単著
- 『混迷するシリア：歴史と政治構造から読み解く』岩波書店、2012
- 『シリア情勢：終わらない人道危機』岩波新書、2017
- 『膠着するシリア：トランプ政権は何をもたらしたか』東京外国語大学出版会、2021
- 『ロシアとシリア：ウクライナ侵攻の論理』岩波書店、2022

### 共編著
- 酒井啓子共編『中東・中央アジア諸国における権力構造――したたかな国家・翻弄される社会』岩波書店、2005
- 末近浩太共著『現代シリア・レバノンの政治構造』岩波書店、2008
- 八木久美子,イハーブ・アハマド・エベード共著『大学のアラビア語詳解文法』東京外国語大学出版会、2013
- イハーブ・アハマド・エベード共著『大学のアラビア語表現実践』東京外国語大学出版会, 2013
- 青山弘之編（横田貴之, 髙岡豊, 山尾大, 末近浩太, 吉川卓郎, 錦田愛子著）『「アラブの心臓」に何が起きているのか：現代中東の実像』岩波書店、2014年
- スライマーン・アラーエルディーン共著『大学のアラビア語初級表現』東京外国語大学出版会、2017
- 浜中新吾, 髙岡豊共編著『中東諸国民の国際秩序感：世論調査による交際関係認識と越境移動経験・意識の計量分析』晃洋書房、2020
- 優人（アフマド・アスレ）著, 小澤祥子取材・文、青山弘之解説『ぼくらはひとつ空の下：シリア内戦最激戦地アレッポの日本語学生たちの1800日』三元社、2021
- 今井宏平編『クルド問題：非国家主体の可能性と限界』岩波書店、2022
- 天川まなる漫画, 條支ヤーセル文、青山弘之監修『戦火の中のオタクたち』晶文社、2023
- 林佳世子共編『西アジアの歴史』放送大学、2024
- 木戸皓平共著『シリア・バアス党第3回中央委員会拡大会合（2024年）詳解』（CMEPS-J Report No. 77）東京外国語大学、2024

## インターネットテレビ
- 2012年6月1日：ニコニコ生放送にて黒井文太郎、土井香苗と対談[3]

## ウェブサイト
- シリア・アラブの春顛末記：最新シリア情勢 - シリア内戦の当初から、反体制側・アサド政権側のメディア報道を網羅的に日本語で紹介している。森山央朗は「シリア「内戦」研究の重要な基礎を成す」としている[4]。